# Rosenda Bernal
Rosenda Bernal, (Tepic, Nayarit 1948) es una cantante y actriz mexicana.

## Biografía
Vivió en el barrio de Acayapan en Tepic, comenzó su carrera como cantante de género de canción ranchera a la edad de 10 años. A los 13 años se mudó a Guadalajara. En 1972 grabó su primer sencillo Te traigo estas flores, aunque su fama comenzó con el tema de “La silla vacía” de Ángel González. 
Ha grabado más de cincuenta discos y se ha presentado en diversas plazas de México, Paraguay, Estados Unidos, Venezuela, Ecuador y España. En el cine ha participado en más de cincuenta películas. En el televisión fue invitada al programa de música vernácula Noches tapatías y ha participado en varias telenovelas. Radica en California desde principios de la década de 2000.
En 2007 Rosenda formó parte del elenco de figuras musicales que participaron en la emisión Disco de oro de Televisión Azteca, conducido por José Luis Rodríguez "el Puma" y María Inés Guerra; competencia entre varios artistas de distintas décadas de la música, donde resultó ser ganadora la cantante Beatriz Adriana.

## Repertorio musical
Entre las canciones que ha grabado destacan “Tu abandono”, “El sauce y la palma”, “El sinaloense”, “Madre soltera”, “A la edad de 14 años”, “Corre y ve a donde está ella”, “La esposa olvidada”, “Querer y perder”, y especialmente “Lindo Nayarit”. 

## Filmografía
- Me caí de la nube  (1974).
- El Federal de Caminos (1985).
- La ley del monte, compartiendo créditos con Vicente Fernández (1976).
- Alguien tiene que morir  (1979).
- El fayuquero (1979).
- Ángel del silencio  (1979).
- Contacto chicano (1981).
- Rosita Alvirez, destino sangriento (1982).
- Los Peseros (1984)[7]
- La silla vacía (1984).
- La pintada (1986).
- La narcotraficante (1989).
- La ley de la mafia (1991).
- Testigo silencioso (1993).
- El manco (1997).
- 2 sinaloenses y 3 colombianas  (1998).
- El lobo de la frontera (1999).[8]

## Telenovelas
- Cuando llega el amor (1989) Luisa Valencia
- Amor de nadie Evangelina.
- Lazos de amor Sonia.